# Tereza Králová
Tereza Králová (ur. 22 października 1989) – czeska lekkoatletka specjalizująca się w rzucie młotem.
Finalistka juniorskich mistrzostw świata z 2008 oraz młodzieżowych mistrzostw Europy z 2011.
Medalistka mistrzostw Czech ma w dorobku dwa złota (Vyškov 2012 i Tábor 2013) srebro (Brno 2011) oraz brąz (Trzyniec 2010).
Reprezentantka kraju w pucharze Europy w rzutach.
Rekord życiowy: 70,21 (18 maja 2013, Kladno).

## Osiągnięcia
| Rok  | Impreza                              | Miejsce               | Lokata               | Wynik |
| ---- | ------------------------------------ | --------------------- | -------------------- | ----- |
| 2008 | Mistrzostwa świata juniorów          | Bydgoszcz             | 12. miejsce          | 55,90 |
| 2011 | Młodzieżowe mistrzostwa Europy       | Ostrawa               | 7. miejsce           | 65,05 |
| 2012 | Zimowy puchar Europy w rzutach       | Bar                   | 1. miejsce w gr. B   | 66,13 |
| 2013 | Zimowy puchar Europy w rzutach       | Castellón de la Plana | 12. miejsce          | 64,64 |
| 2013 | I liga drużynowych mistrzostw Europy | Dublin                | 3. miejsce           | 65,88 |
| 2013 | Uniwersjada                          | Kazań                 | 5. miejsce           | 66,70 |
| 2013 | Mistrzostwa świata                   | Moskwa                | el. – 24. miejsce    | 64,74 |
| 2014 | Mistrzostwa Europy                   | Zurych                | el. –                | NM    |
| 2015 | Zimowy puchar Europy w rzutach       | Leiria                | 8. miejsce           | 67,12 |
| 2015 | I liga drużynowych mistrzostw Europy | Heraklion             | 1. miejsce           | 64,52 |
| 2015 | Uniwersjada                          | Gwangju               | 5. miejsce           | 66,64 |
| 2015 | Mistrzostwa świata                   | Pekin                 | el. – 30. miejsce    | 61,39 |
| 2016 | Puchar Europy w rzutach              | Arad                  | 10. miejsce          | 63,40 |
| 2017 | Puchar Europy w rzutach              | Las Palmas            | 10. miejsce          | 65,75 |
| 2018 | Puchar Europy w rzutach              | Leiria                | 3. miejsce (grupa B) | 61,87 |